# 大奴湖
大奴湖是世界上第十大湖泊，北美洲最深的湖（614公尺深），加拿大西北地方第二大湖（僅次於大熊湖）。大奴湖位於加拿大西北地方南部，鄰近亞伯達省。它469公里長，20到203公里寬，覆蓋面積27,200平方公里，蓄水量估計從1,070立方公里到1,580立方公里，最大到2,088立方公里，為世界上湖泊蓄水量第10或12大的湖。大奴湖有北支（North Arm）和東支（East Arm）兩部分形狀突出的延伸。
大奴湖的地名源自加拿大原住民克里人對甸尼人的稱呼。位在湖四周的城鎮有（從東方順時針）：拉策爾凱、決議堡壘、乾草河、乾草河保護區、貝喬科、黃刀鎮、恩迪勒、戴塔。大奴湖東支唯一的城鎮是只有350人居住的小村鎮拉策爾凱，鎮裡人口主要由甸尼人的分支奇佩瓦揚人組成。除了小鎮以外，東支還有一個廢棄的冬季營地和哈德遜灣公司的商站里萊恩斯堡。湖的南岸乾草河的東方是廢棄的松點礦坑和公司市鎮松點。
大奴湖位在加拿大人跡較少的位置，周圍居住人口不到20,000人，但是由於20世紀湖邊幾個礦場排放的汙染物，原本清澈的湖水已無法直接飲用。

## 名稱
傳統上加拿大原住民多格里布人稱作、黃刀鎮人稱作、奇佩瓦揚人稱作、奴人稱作。
加拿大原住民克里人和甸尼人是世仇。18世紀中期，皮草貿易逐漸興盛。1800年代，法國皮草商人從哈德孫灣登陸向西北地方原住民貿易，克里人是他們當時的嚮導。當法國人在向他們問及甸尼人時，克里人表示：「我們常和他們打仗，我們的奴隸來自於他們。」那些甸尼人是南奴人，屬於甸尼人居住在大奴湖西方和南方的一個分支。當法國人在把大奴湖標記在地圖上時採用克里人使用的外名蔑稱，而不是當地原住民使用的內名。這個名稱就是現在所稱的大奴湖（法語：Grand lac des Esclaves）。

### 改名建議
2010年代晚期，西北地方內許多的地名都改回原住民使用的名稱，大奴湖也包含在內，尤其因為它的名稱裡包含「奴」（英語：slave）字。西北地方教育工作者與第一民族組織Dene Nahjo創始成員德內茲·納克科表示「除非你支持蓄奴主義，否則大奴湖其實是一個非常糟糕的名稱」，「大奴湖是一個漂亮的地方。它很壯麗，它很廣闊。我不認為它現在地圖上的名稱合乎它現實中的地位。」他建議應改成原住民奇佩瓦揚文的名稱（大湖的意思）。也有人提議改成奴文的名稱（大水的意思）。

## 歷史

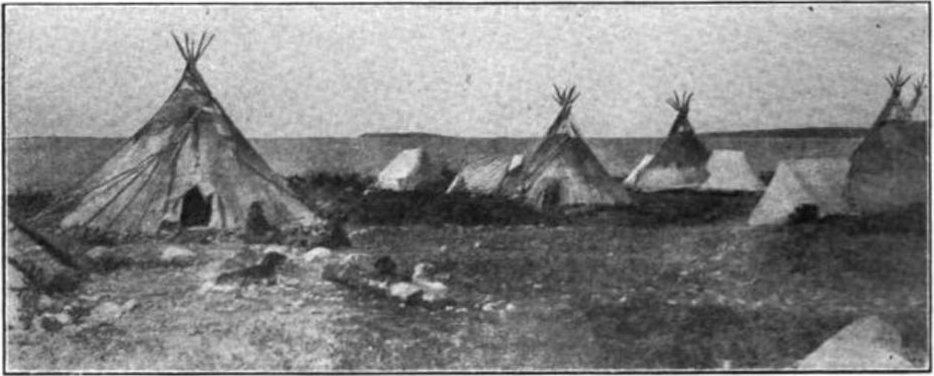
決議堡壘多格里布人的梯皮

考古學家估計原住民在20,000年前到達加拿大。冰河退去以後（14,000到7,000年前），加拿大原住民隨著冰河往北移動。他們以小團體生活，打獵和捕魚是他們主要的食物來源。他們會手工製作工具、武器、衣服，與儀式性的用具。製作的武器包括弓箭、石尖長矛、陷阱和圈套。由於北方缺乏大片的可耕地，沒有發生如美國和印地安人爭奪土地的情況。考古研究幾個不同時期的文化歷史，其中有：北普萊諾古印地安文化（距今8,000年）、盾牌古風文化（距今6,500 年）、北極小工具文化（距今3,500 年）和塔爾泰萊頁岩文化（距今2,500 年）。每種文化都根據石器的類型或大小在歷史中留下完全不同的紀錄。
1771年，英國探險家塞繆爾·赫恩（第一個穿越加拿大到達北冰洋的歐洲人）曾經過大奴湖。他穿越結冰的湖面，並稱湖泊為阿薩普斯考湖（英語：Lake Athapuscow）。1786年西北公司在奴河三角洲設置第一個商站，甸尼人會與他們交易。之後幾年又在乾草河河口（現今的決議堡壘）或是馬更些河河源、黃刀河河口設置商站。1825年西北公司和哈德遜灣公司合併以後，決議堡壘成為大奴湖最主要的商站。
多格里布人的口傳歷史中有許多關於他們與黃刀鎮人戰爭的故事。他們在18和19世紀為了爭奪大奴湖北方的土地而戰爭。1825年左右雙方達成和平協議。約在這個時候，來自外面的歐裔美國人開始出現在大奴湖附近。黃刀人的族長阿凱酋1820年在普羅維登斯堡遇到約翰·富蘭克林，最初答應把他們引導到「北冰洋的海岸」。

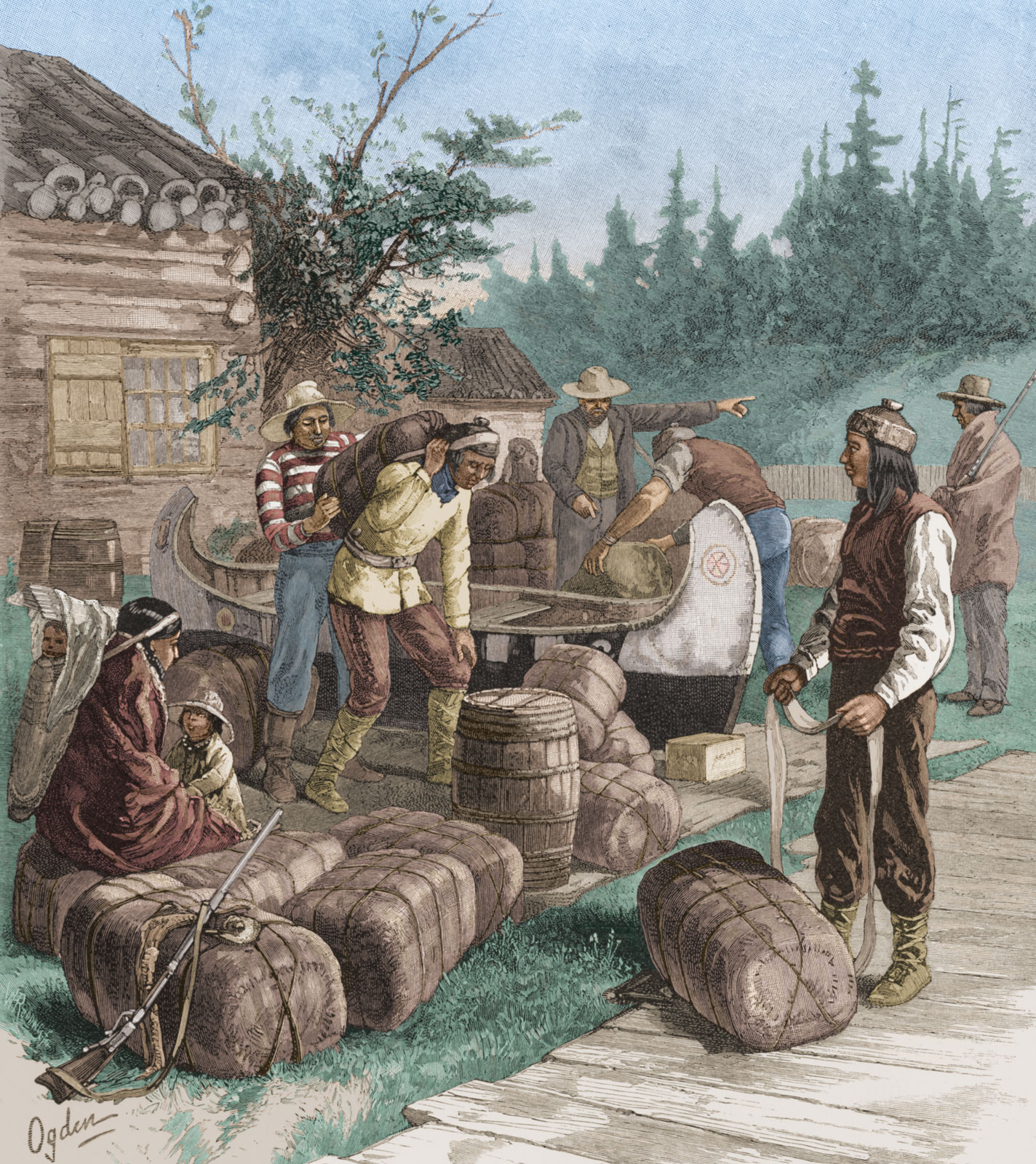
原住民與哈德孫港灣公司貿易皮草

19世紀基督教傳教士的到來為大奴湖原住民傳統社會帶來大量變化。格雷修女會在決議堡壘設置印第安寄宿學校（1867－1960），聖公會在普羅維登斯堡設置寄宿學校（1895－1937），第三所寄宿學校在決議堡壘開設（1903－1957）。原住民的兒童強迫進入這些學校。1950年代和1969年，加拿大聯邦政府和地方政府依序接管西北地方的教育活動。政府設置日間學校，為大奴湖周圍社區的兒童提供教育。

1897年到1898年期間，美國拓荒者查爾斯·「布法羅」·瓊斯一行人在去北極圈獵捕麝牛的途中，曾在大奴湖附近築小木屋過冬。麝牛當時在歐裔美國人之中是極為罕見的動物。瓊斯表示他們在大奴湖擊退一群飢餓的狼群，而他們在加拿大獵捕麝牛的壯舉傳回美國，讓他們一行人聲名大噪。後來在1907年歐尼斯特·湯普森·西頓和愛德華·亞歷山大·普雷伯證實了他們的故事。他們在廢棄的小木屋附近發現動物的殘骸。

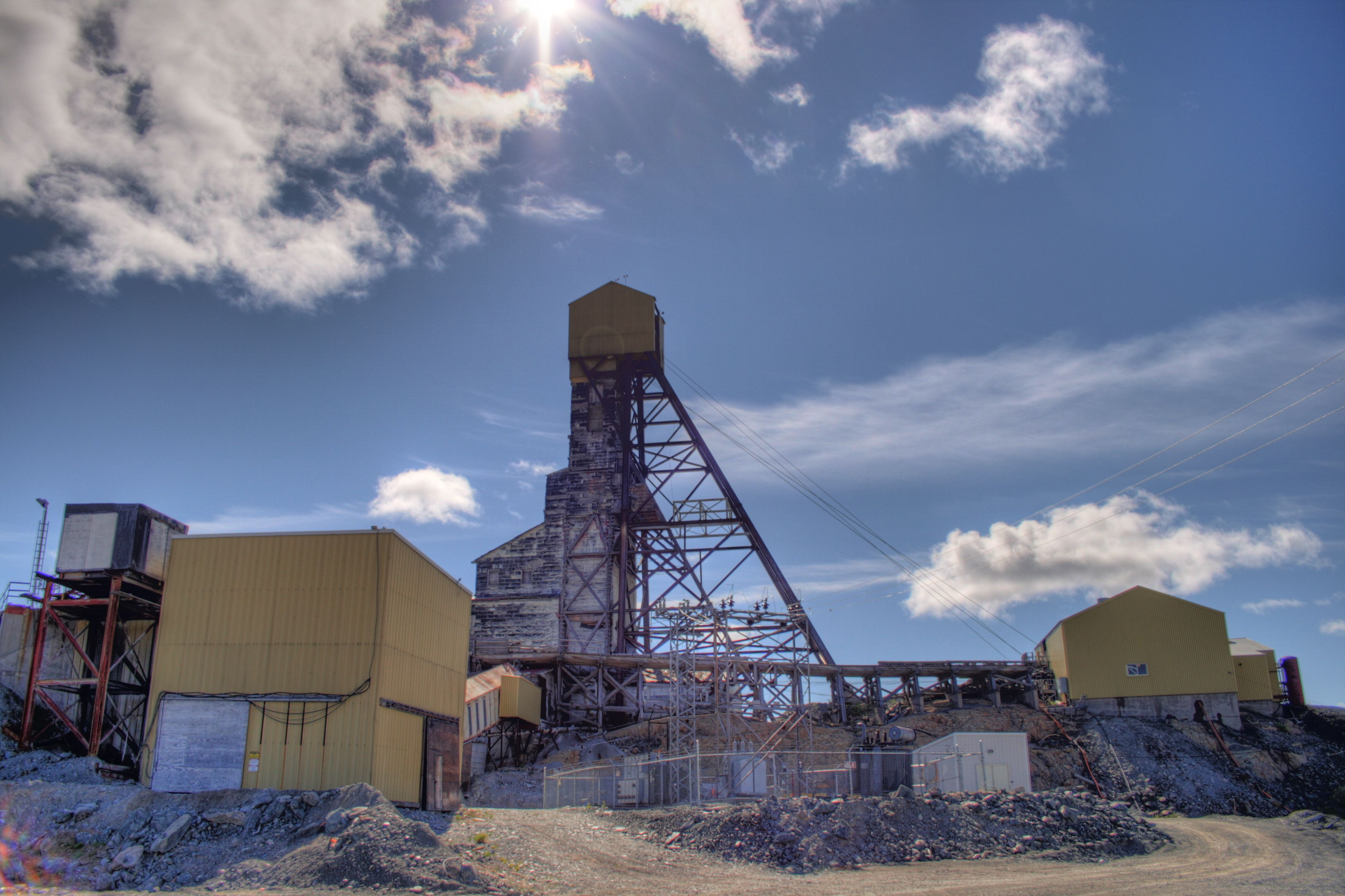
巨大礦場

1900年大奴湖西北方黃刀人代表，乾草河甸尼人代表與英國在決議堡壘簽署8號和約（英語：Treaty 8），和約中包含大奴湖北方廣大的土地。湖周圍的剩餘部分在1921年普羅維登斯堡由多格里布人和其他甸尼人簽署11號和約（英語：Treaty 11）時納入。在11號和約的談判過程中，第一民族被保證不會喪失他們在傳統土地中獵捕、釣魚，或是施做陷阱的權力，但這之後被證實並不被加拿大政府所承認。
大奴湖南岸乾草河鎮的產業活動長期主要是以大奴湖的鱒魚和白身魚的漁業為主。19世紀晚期勘探者就已在湖岸的石頭中探尋礦物。1934年，隨著人們在大奴湖北部發現黃金，大量來自加拿大東部居民到大奴湖北部尋找黃金，黃刀鎮因此設市，後來也成為西北地方的首府。1938年康米可公司的康礦場（英語：Con Mine）主導大奴湖的黃金產量。第二次世界大戰以後，巨大礦場（英語：Giant Mine）於1948年加入採礦的行列。兩家礦場相繼在2003年和2004年關閉。1963年露天鉛鋅礦場松點礦坑在南岸的乾草河和決議堡壘開採。一個由露天礦場出現的公司市鎮松點隨著1988年礦場的關閉而荒廢。

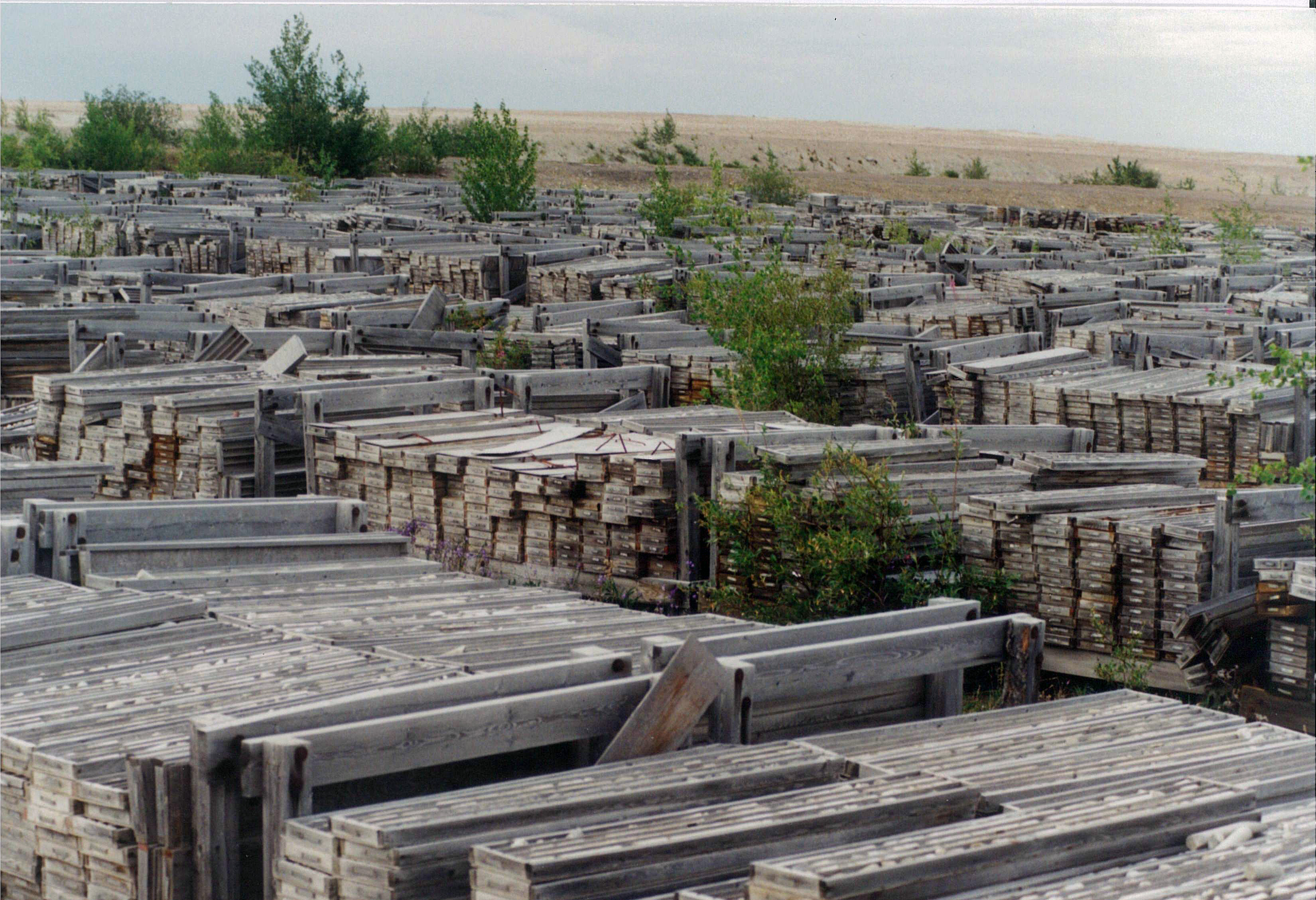
松點礦場的鑽芯

1978年1月24日，蘇聯搭載核反應爐的雷達海洋偵察衛星宇宙954號脫離軌道。它在墜進大氣層時解體，放射性碎片散落在大奴湖周遭。加拿大和美國軍隊聯合執行晨光行動（英語：Operation Morning Light）回收放射性的墜毀殘骸。
1990年代，人們在大奴湖附近發現鑽石。近年來大奴湖的觀光產業地位日漸重要。

## 交通

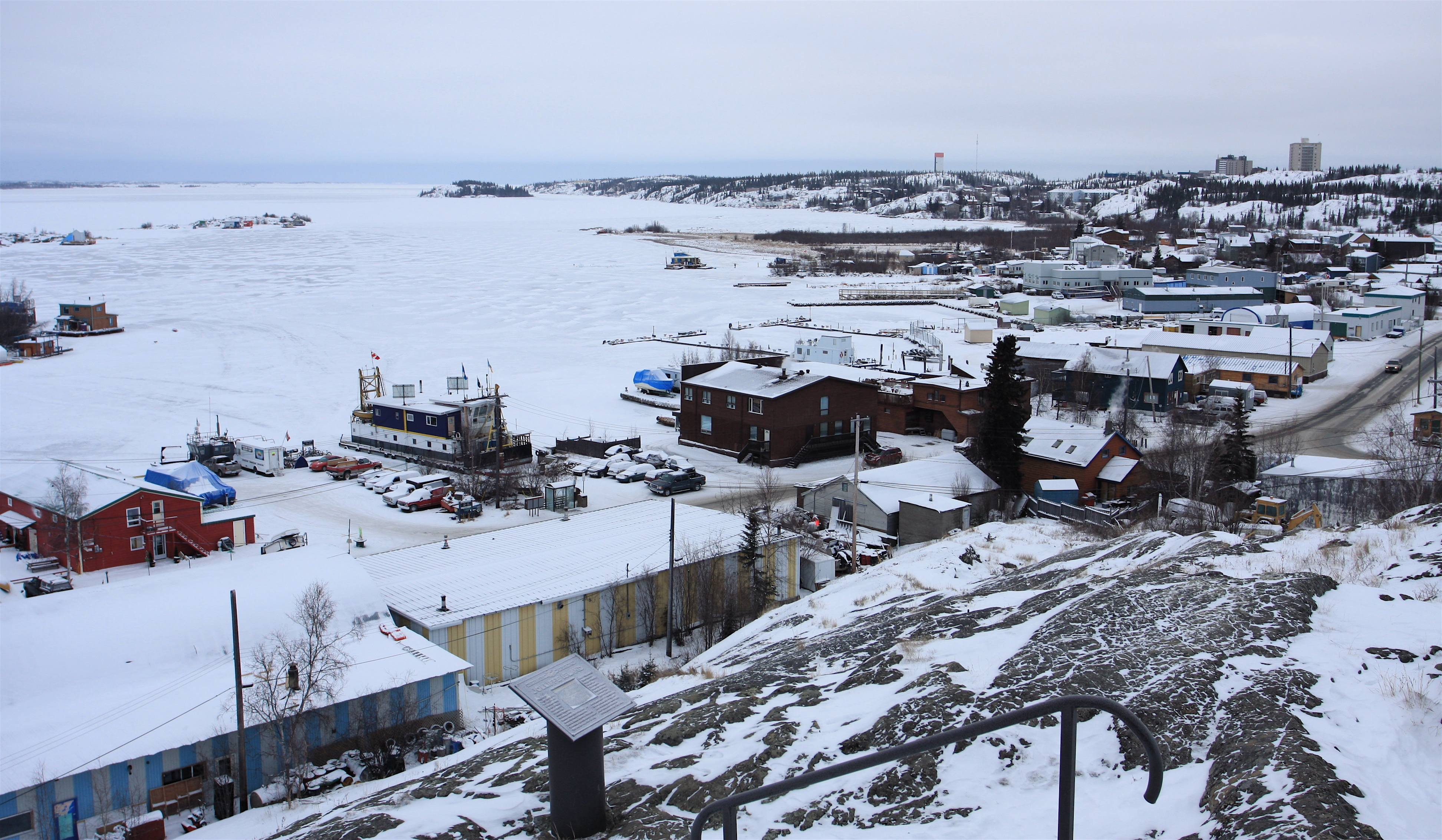
大奴湖冬季湖面結冰，攝於黃刀鎮

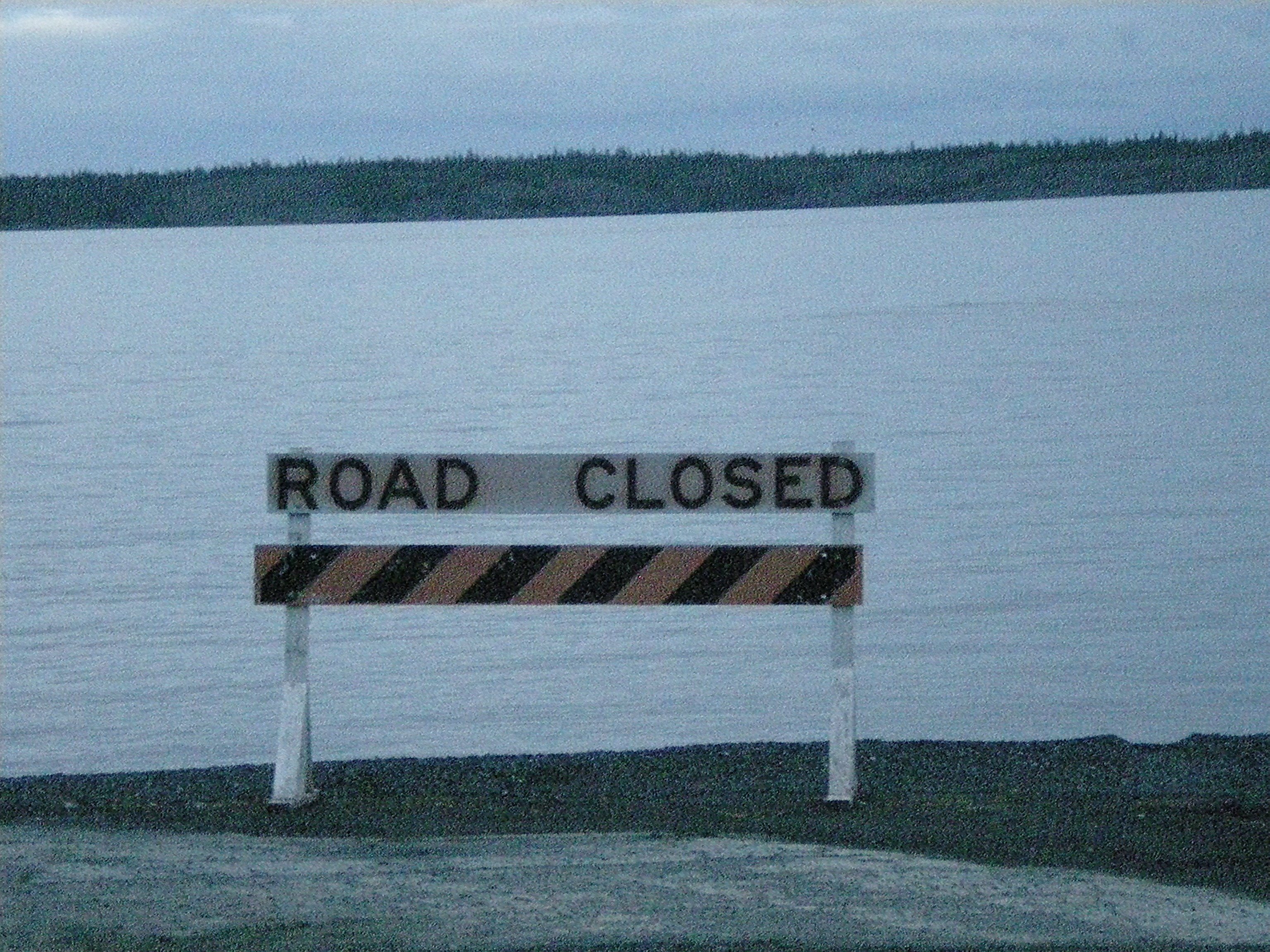
湖冰溶化時，冰路道路封閉

大奴湖一年之中平均有八個月有部分結冰。結冰期時有一條連接西北地方首府和對岸第一民族小漁村戴塔的冰路。冰厚到足以讓半掛式卡車通過，它長6.5公里，名為戴塔冰路。夏天冰面融化時人們只能通過長27公里的英格拉姆小徑繞過湖面才能到達戴塔。1967年，原本是馬更些公路延伸段的全天候公路在大奴湖西方開通，它現在是黃刀鎮公路或3號公路。在公路開通以前，貨物商品都是透過冰路載運到北岸的黃刀鎮。現今仍會利用大奴湖上結冰時將燃料和貨物來往銅礦河河源附近的鑽石礦坑。

## 地質

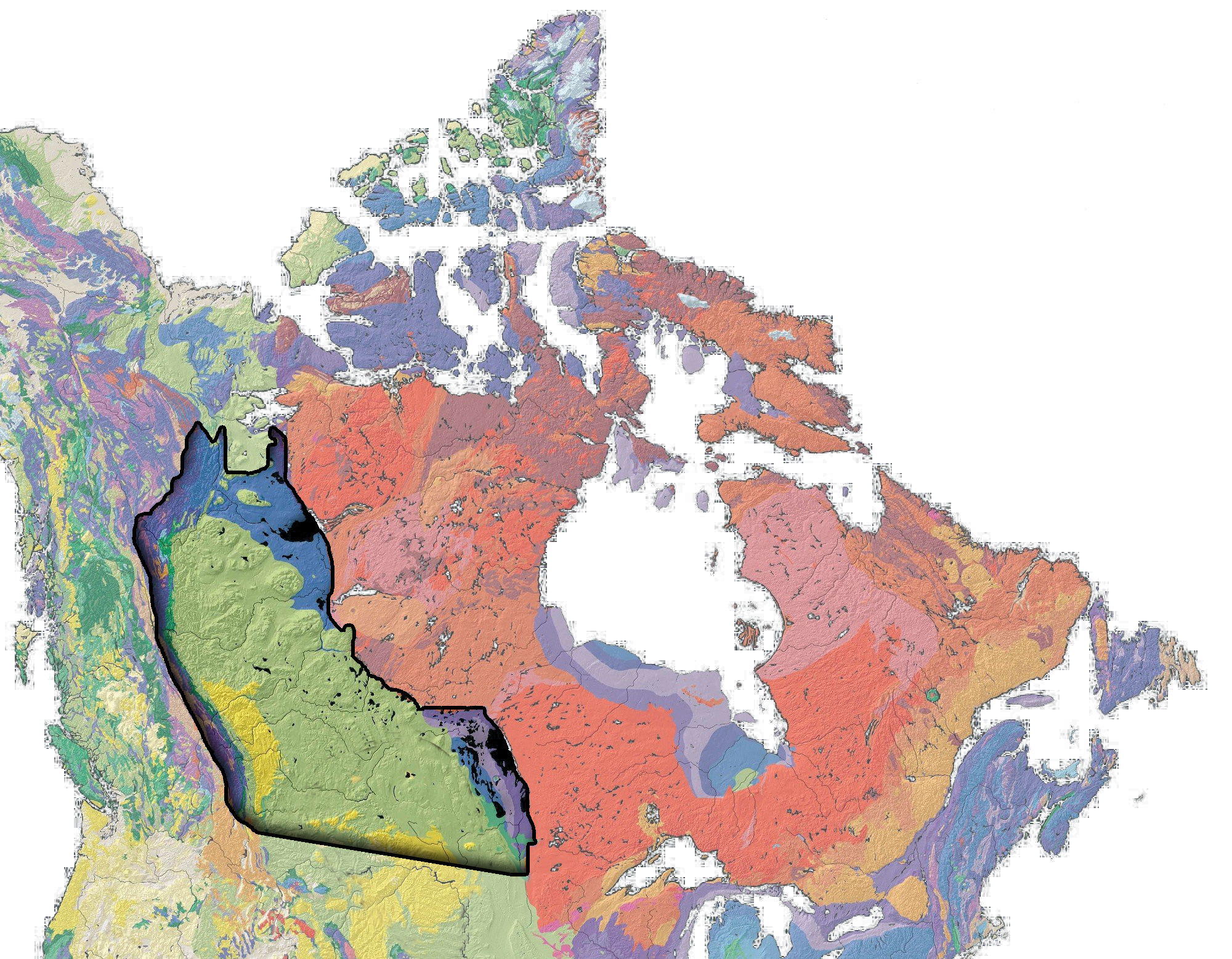
框出處為加拿大西部沉積盆地，可見大奴湖位在與穩定加拿大地盾的交界處上

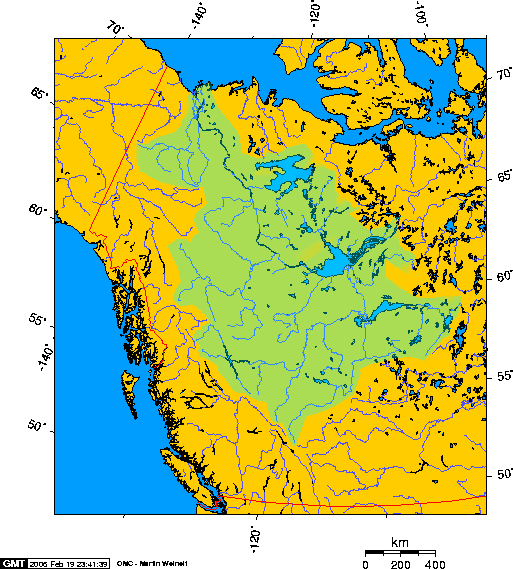
馬更些河流域圖顯示大奴湖位在加拿大西北部

大奴湖約形成於一萬年前的威斯康辛冰期。當冰河逐漸退去，沉積物沿著奴河將大奴湖的南支填平。現在奴河仍是大奴湖的主要淡水來源。其他流入大奴湖的河流的還有乾草河、奴河、洛哈河、托爾森河；流入大奴湖後，透過普羅維登斯堡旁的馬更些河流進北極海。
大奴湖的地理位置影響它的地理特徵。大奴湖、大熊湖，和阿薩巴斯卡湖都是麥康諾冰前湖的遺跡。它與其他加拿大北部的大湖一樣，地處古老加拿大地盾和年輕加拿大西部沉積盆地的交界上。湖的東岸和南岸地處加拿大地盾的邊緣。這孕育出大奴特殊的地質景觀。位在大奴湖地盾的東支有複雜的海岸線和多個小島。東支的麥克勞德灣（62°52′N 110°10′W / 62.867°N 110.167°W）和克里斯蒂灣（62°32′N 111°00′W / 62.533°N 111.000°W）深度比西半部還要深，在克里斯蒂灣最大紀錄深度達到614公尺，比任何北美洲和歐洲的湖泊都還要深，在世界上為第8深的湖泊，政府也因此計畫設置塞甸尼內尼國家公園保留地。佩泰半島將東支分成北部的麥克勞德灣和南部的克里斯蒂灣。大奴湖一年中平均有八個月有部分結冰。湖的西半部湖底地形呈現碗狀，湖面表面積約18,500平方公里，體積則是596立方公里。最大深度為187.7公尺，平均深度32.2公尺。

### 支流
流入大奴湖的河流由貝喬科順時鐘方向依序是：
- 埃米爾河（英語：Emile River）
- 軍鼓河（英语：Snare River）
- 威楚河（英語：Wecho River）
- 斯塔格河（英語：Stagg River）
- 黃刀河（英语：Yellowknife River）
- 博利厄河（英語：Beaulieu River）
- 沃爾德龍河（英語：Waldron River）
- 白霜河（英語：Hoarfrost River）
- 洛克哈特河（英语：Lockhart River (Northwest Territories)）
- 雪堆河（英語：Snowdrift River）
- 拉洛什河（英語：La Loche River）
- 圖汶河（英語：Thubun River）
- 特胡爾河（英語：Terhul River）
- 塔爾森河（英语：Taltson River）
- 奴河（英语：Slave River）
- 小布法羅河（英語：Little Buffalo River）
- 布法羅河（英語：Buffalo River）
- 乾草河（英语：Hay River (Canada)）
- 蚊子溪（英語：Mosquito Creek）
- 杜波特河（英語：Duport River）
- 瑪麗安湖（英語：Marian Lake）
- 北支
- 黃刀灣（英語：Yellowknife Bay）
- 決議灣（英語：Resolution Bay）
- 深灣
- 麥克勞德灣（英語：McLeod Bay）
- 克里斯蒂灣（英語：Christie Bay）
- 硫磺灣（英語：Sulphur Cove）
- 普雷斯奎爾灣（英語：Presqu'ile Cove）
- 羅徹河（英語：Rocher River）
- 弗蘭克海峽（英語：Frank Channel）

## 生態

### 陸地
大奴湖地處森林線以南的北方針葉林帶裡，位在樹林與凍原的過渡區。湖四周的地表呈現極為不同的地理景觀，西岸長期由森林覆蓋，但東岸和北支卻呈現凍原景觀。大奴湖四周的一些平原形成圖案地面，且植被已進到穩定階段。它的早期階段通常會長滿黑雲杉。短葉松和雲杉是大奴湖周遭的主要物種，且在岸邊樹木密度最高。附近植被的生長期長度與湖的距離成反比。大奴湖面大致在11月末開始結冰到5月下旬。6月中湖冰全部消融夏季中期是大奴湖水面最平靜的時候，到了秋天，暴風雨般的天氣常為湖畔帶來一些小災害。

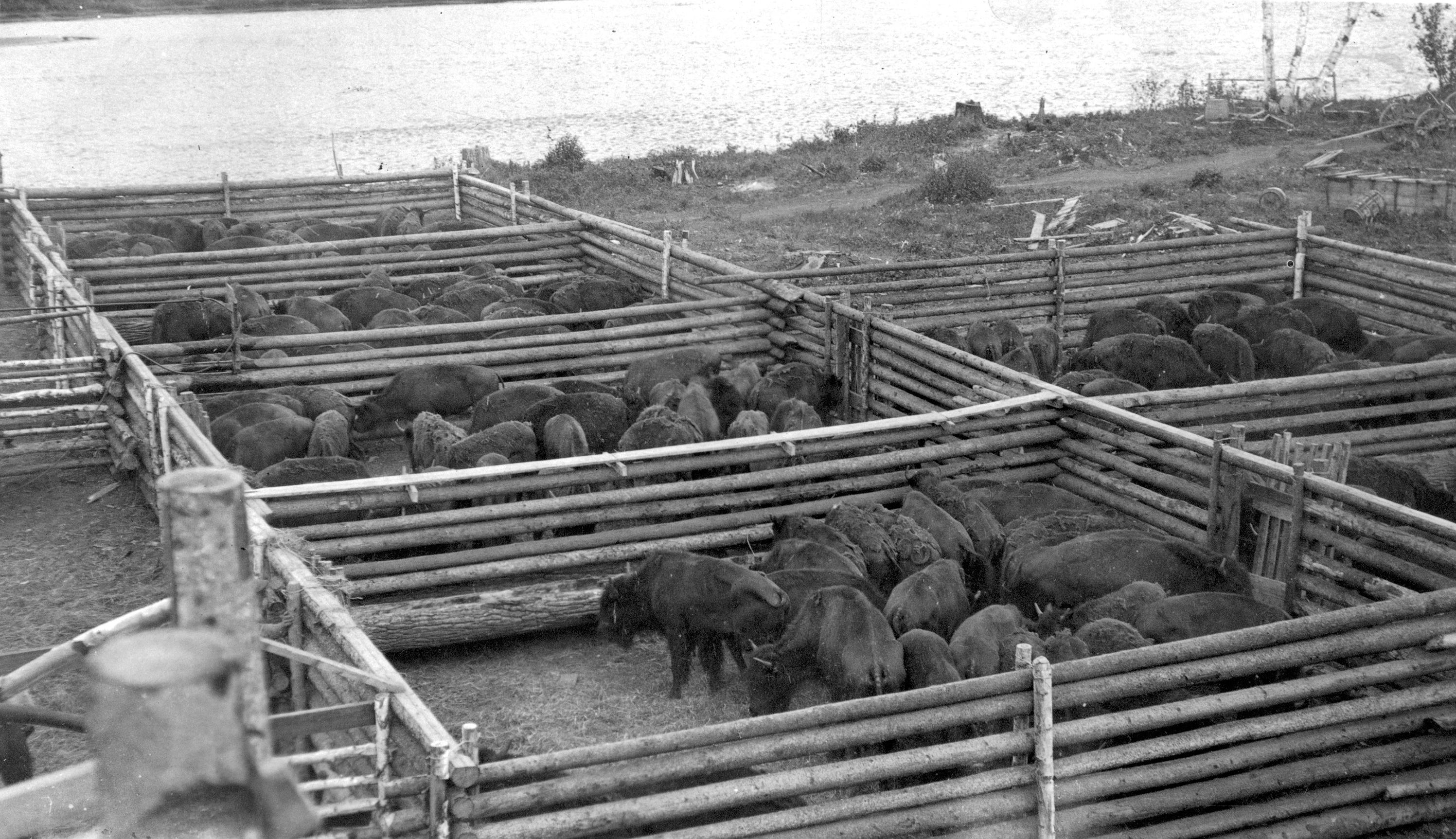
等待野放到保護區內的森林野牛

森林野牛国家公园位在湖的西方。它是世界上最大的野生森林野牛保護區。森林野牛比平原野牛還要高、強壯、腳也更長。森林野牛的肩部較為稜起，鬍鬚也較多，他們較少遊蕩，並以野草、莎草、柳葉，和樹枝為食。保護區內目前有約2,000頭森林野牛，但歷史上最多曾達到200,000頭野牛。1891年因為人類過度獵捕導致數量急遽下降到200頭。後來人類將圈養的野牛再度野放回保護區內，試圖讓野牛回復以往的數量。
1954年，人們發現少數僅存的美洲鶴在森林野牛国家公园內偏遠角落美洲鶴夏季牧野築巢。

### 水文
早期的漁業研究者多將大奴湖分成主湖泊、東支、北支三的部分。鯡形白鮭、湖鱒、白鮭等魚類是大奴湖的主要物種。鯡形白鮭通常出沒於較淺與冰冷的水域，它會排斥深層的海灣。湖鱒和茴魚則棲息在較深的北支和東支水域。北極茴魚光吃水裡的昆蟲、小魚、蝸牛，和魚卵就可以在冰下存活長達8個月。大奴湖南岸和北支溫暖、混濁、淺層的水域環境為白亞口魚、似鯡月眼魚，和玻璃梭鱸等魚類提供豐富的生存資源。

## 環境
大奴湖儘管在加拿大政府的監視之下，最初幾年商業漁業嚴重影響湖裡魚群的數量，後來一些物種如鯡形白鮭和湖鱒漸漸地恢復以往的數量。其他的物種則經歷更坎坷的變化。黃刀鎮地區與南岸的布法羅河的極北鮭分別在1940年代和1970年代近乎絕滅，但黃刀鎮地區的極北鮭在2000年代有逐漸復原的趨勢。
大奴湖的水位被多項因素影響。1960年代晚期和平河上修建施魯姆水電站影響下游奴河的注水量，間接導致大奴湖水位下降。但有時氣候變遷影響集水區的降雨量導致湖面上升。高水位可能導致湖岸發生突發性的水災，低水位則可能影響湖水品質、動物棲息地、及通過湖面的交通。氣候變遷也導致冰面過薄，減短春季狩獵期的時間。

### 汙染

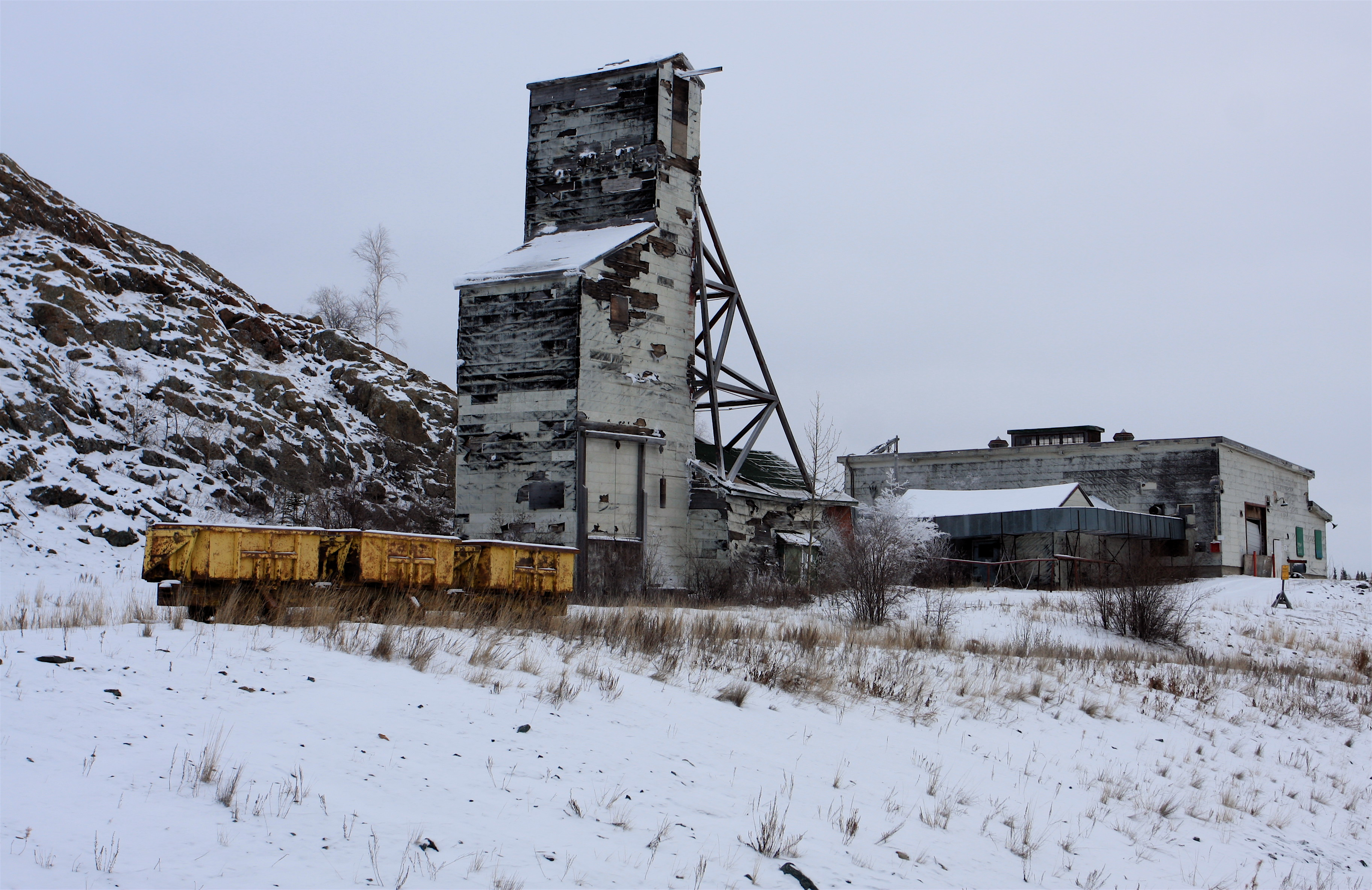
黃刀鎮遺棄的礦場

大奴湖發現時被認為是世界上最純淨的水域之一，但現在湖岸的黃刀鎮居民無法直接引用湖水，需要到5公里外的黃刀河才有乾淨水源。
最大的單一汙染源來自巨大礦場製造的三氧化二砷廢料。1943年起，礦場焙燒的過程（把黃金從砷黃鐵礦移除）製造大量汙染物，三氧化二砷和二氧化硫被直接排放到環境裡。雖然1950年代已安裝汙染控制設備來截取砷塵汙染，但直到1970年代都還可以發現污染的存在。在湖底沉積物、魚群，或是其他水生生物上都可以發現汙染物的存在。在後灣（英語：Back Bay），礦場製造的砷尾礦被排放在湖裡，汙染周邊城鎮如黃刀鎮的水源供應。後來黃刀鎮的水源移至其他地方，但甸尼人社區戴塔和恩迪勒仍受汙染困擾。礦場附近的魚群發現的砷含量都比湖裡的其他地方還要多。
在1999年礦場停止焙燒以後，劇毒水溶性的三氧化二砷粉塵被存在距離大奴湖幾百公尺的15個地下艙室裡。艙室裡面貯存高達237,000的三氧化二砷粉塵。貯藏庫位於基岩中，並以混凝土隔板密封，但人們仍然擔心砷會滲入地下水中。加拿大聯邦政府和礦場的現任所有者正在合作尋找貯藏庫長久的解決方法；他們的策略包括將砷提取，並將其作為危險廢物處理。

## 冰湖叛軍
2014年到2016年，動物星球頻道在大奴湖拍攝紀錄片《冰湖叛軍》。片中紀錄三名房船居民在湖上的生活。

## 延伸閱讀
- Canada. (1981). Sailing directions, Great Slave Lake and Mackenzie River. Ottawa: Dept. of Fisheries and Oceans. ISBN 0-660-11022-9
- Gibson, J. J., Prowse, T. D., & Peters, D. L. (2006). "Partitioning impacts of climate and regulation on water level variability in Great Slave Lake." Journal of Hydrology. 329 (1), 196.
- Hicks, F., Chen, X., & Andres, D. (1995). "Effects of ice on the hydraulics of Mackenzie River at the outlet of Great Slave Lake, N.W.T.: A case study." Canadian Journal of Civil Engineering. Revue Canadienne De G̐ưenie Civil. 22 (1), 43.
- Kasten, H. (2004). The captain's course secrets of Great Slave Lake. Edmonton: H. Kasten. ISBN 0-9736641-0-X
- Jenness, R. (1963). Great Slave Lake fishing industry. Ottawa: Northern Co-ordination and Research Centre. Dept. of Northern Affairs and National Resources.
- Keleher, J. J. (1972). Supplementary information regarding exploitation of Great Slave Lake salmonid community. Winnipeg: Fisheries Research Board, Freshwater Institute.
- Mason, J. A. (1946). Notes on the Indians of the Great Slave Lake area. New Haven: Yale University Department of Anthropology, Yale University Press.
- Sirois, J., Fournier, M. A., & Kay, M. F. (1995). The colonial waterbirds of Great Slave Lake, Northwest Territories an annotated atlas. Ottawa, Ont: Canadian Wildlife Service. ISBN 0-662-23884-2

## 外部連結
- 大奴湖圖片 （页面存档备份，存于） from Picsearch.com （页面存档备份，存于）
- 维基文库中的相關文獻：
  - . . 1914 （英语）. 已忽略未知参数|HIDE_PARAMETER4= (帮助); 已忽略未知参数|HIDE_PARAMETER5= (帮助); 已忽略未知参数|HIDE_PARAMETER7= (帮助); 已忽略未知参数|HIDE_PARAMETER6= (帮助)
  - . . 1905.
  - . . 1879.
- "Perspective on the Great Slave Lake Railway" Manuscript （页面存档备份，存于） at Dartmouth College Library